# Adolf Rambold
Adolf Rambold (5. října 1900, Stuttgart – 14. květen 1996, Meerbusch) byl německý inženýr, který se zasloužil o masové rozšíření čajových sáčků.
V roce 1924 nastoupil do firmy Teekanne v Drážďanech jako mechanik. V té době už existovaly čajové sáčky zvané Teebombe, které se šily ručně z hedvábí a tomu odpovídala jejich cena. Rambold vymyslel dosud používaný sáček Pompadour z jemného papíru, který je rozdělen na dvě kapsy, což usnadňuje vylouhování čaje. V roce 1929 si nechal patentovat stroj, který vyrobil až 35 takových sáčků za minutu. V roce 1949 sestrojil vylepšený automat značky Constanta, produkující 160 sáčků za minutu. Později založil a vedl ve městě Meerbusch pobočku Teekanne, zaměřenou pouze na produkci balicích strojů.